# Jolene (film)
Jolene is een Amerikaanse dramafilm uit 2008, geregisseerd door Dan Ireland en gebaseerd op het korte verhaal Jolene: A Life van E.L. Doctorow en geïnspireerd door Dolly Partons gelijknamige hit. Jessica Chastain speelt de titelrol, haar filmdebuut op het witte doek.

## Verhaal
Het jonge weesmeisje Jolene wil weg en haar moeilijke leven van lijden en misbruik vergeten. Dit verlangen brengt haar op haar vijftiende ertoe om met een man te trouwen, met het idee van een mooie toekomst. Helaas zal haar keuze onjuist blijken te zijn. Vanaf dit moment zal het meisje zichzelf in nieuwe ervaringen storten en ook nieuwe kennissen maken in heel Amerika. Een fysieke en mentale reis die van Jolene, die een deur opent van hoop dat haar droom van een gezin en een normaal leven zal uitkomen.

## Rolverdeling
- Jessica Chastain als Jolene
- Frances Fisher als Cindy
- Rupert Friend als Coco Leger
- Dermot Mulroney als oom Phil
- Zeb Newman als Mickey
- Chazz Palminteri als Sal Fontaine
- Denise Richards als Marin
- Theresa Russell als tante Kay
- Michael Vartan als Brad
- Asher Angel als Brad Jr. (5 jaar oud)

## Release en ontvangst
De film ging in première op 13 juni 2008 op het Internationaal filmfestival van Seattle en werd op 29 oktober 2010 in een beperkt aantal bioscoopzalen uitgebracht in de Verenigde Staten. Op Rotten Tomatoes ontving de film 48% goede reviews, gebaseerd op 21 beoordelingen. Op Metacritic werd de film beoordeeld met een metascore van 31/100, gebaseerd op 10 critici.

## Prijzen en nominaties
| Jaar | Prijs                                   | Categorie     | Genomineerde(n)  | Uitslag  |
| ---- | --------------------------------------- | ------------- | ---------------- | -------- |
| 2008 | Internationaal filmfestival van Seattle | Beste actrice | Jessica Chastain | Gewonnen |